# 苄环烷

合成方式

苄环烷是一种含氮有机化合物，分子式C19H31NO，可用作解痙藥、血管舒張药和抗血小板药。